# Тулій
Тулій — хімічний елемент, що позначають символом Tm, має атомний номер 69. Атомна маса 168,9342. Тулій — це найменш поширений у природі лантаноїд (не рахуючи радіоактивного прометію що зустрічається у слідових кількостях на Землі). Тулій у вигляді металу легко піддається обробці та має сріблясто-білий колір.
Попри рідкість та високу ціну, тулій застосовують у перспективних твердотілих лазерах та як радіоізотоп у портативних рентгенівських апаратах. Назва — від давньогрецької назви Скандинавії — Туле.

## Історія
Тулій було відкрито шведським хіміком Пером Теодором Клеве у 1879 як домішка до оксидів інших рідкісноземельних елементів (було використано метод,   запропонований Карлом Густавом Мозандером для пошуку та виділення нових рідкісноземельних елементів). Клеве відокремив усі відомі домішки з Ербії — "землі" (оксиду) елементу (Er2O3). Після додаткових процедур Клеве виділив дві нові субстанції: одну коричневого кольору, іншу зеленого. Коричневою була земля, яку Клеве запропонував назвати "Гольмія" та яка відповідає елементу гольмій, зелену ж землю він назвав "Тулія", а новий елемент тулієм на честь Thule, латинської назви Скандинавії.
Тулій був настільки рідкісним, що в жодного з ранніх дослідників не було його достатньої кількості, щоб мати змогу його достатньо очистити, щоб побачити зелений колір його сполук; їм доводилося радіти хоча б тому, що характерні спектральні лінії тулію підсилювалися, коли зі зразку поступово видаляли ербій. Першим дослідником, що отримав достатньо чисту тулію (оксид тулію), був Чарльз Джеймс, з коледжу в Даремі, Нью-Гемпшир. У 1911 він повідомив про те, що фракційна кристалізація броматів дозволила йому виділити чистий матеріал. Він провів 15 000 "операцій" кристалізації для встановлення гомогенності його матеріалу.
Оксид тулію високої чистоту вперше став комерційно доступний з кінця 1950-х, в результаті вдосконалення методу іонно-обміних технологій розділення. Підрозділ Lindsay Chemical Division фірми American Potash & Chemical Corporation запропонувала сорти 99 % та 99,9 % чистоти. Ціна за кілограм коливалася між US$4600 та $13300 в період з 1959 до 1998 для препарату 99,9 % чистоти, це була найвища ціна на лантаноїд після лютецію.

## Розповсюдженість

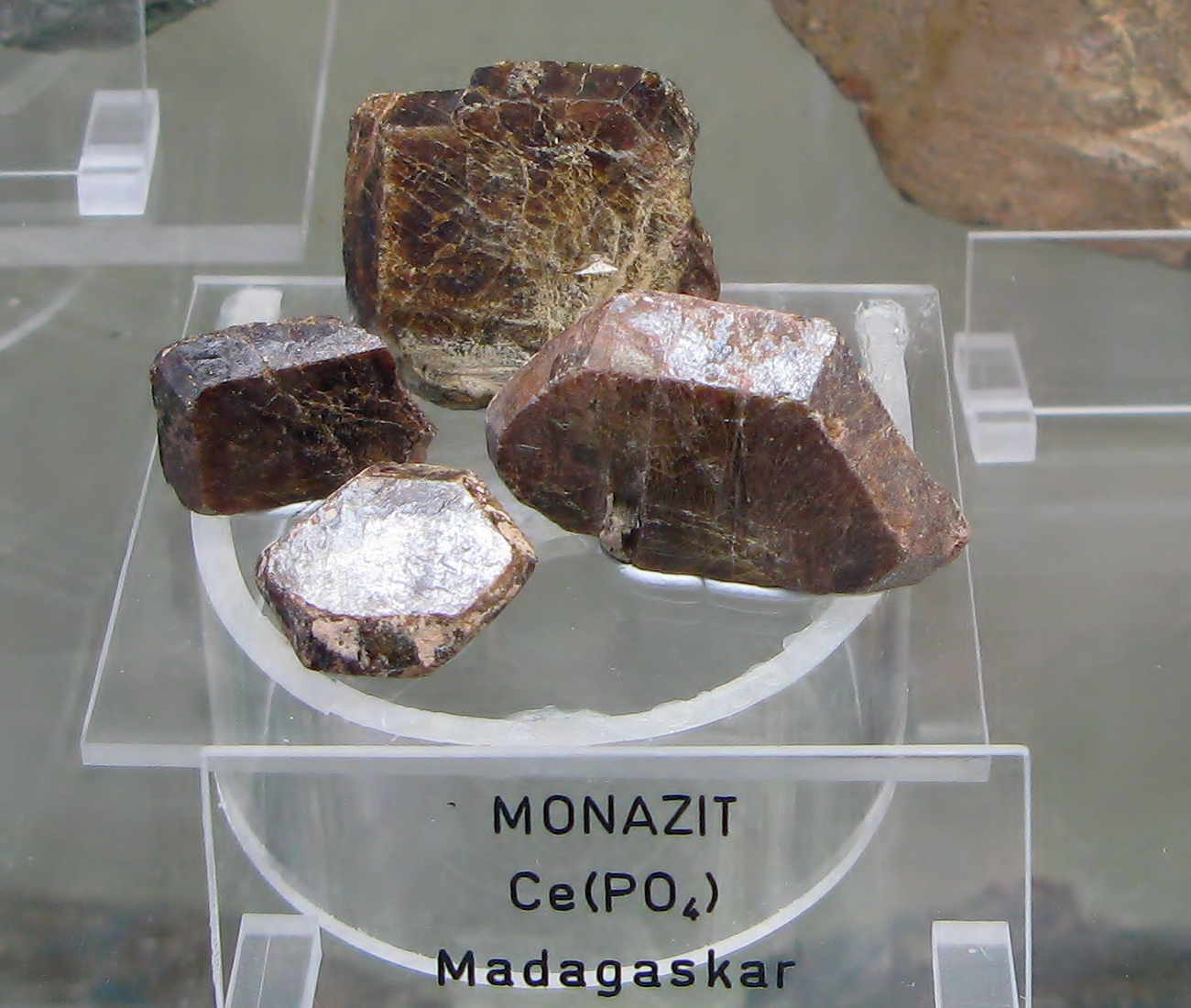

Тулій — найрідкісніший з рідкісноземельних елементів, які зустрічаються в природі, його середній вміст у земній корі 2,7•10-5 % (мас), у морській воді — 10-7 мг/літр. Зустрічається в мінералах, які містять рідкісноземельні елементи: ксенотимі, гадолініті, самарськіті, ітріаліті, евксеніті, монациті, лопариті, бастнезиті, ортиті та інших.
Цей елемент ніколи не зустрічається у природі в вільному стані, однак він міститься у невеликих кількостях у мінералах з іншими рідкісноземельними елементами. Його вміст у земній корі становить 0,5 мг/кг.

## Ізотопи
Весь природній тулій складається лише з одного ізотопу, Tm169.
Штучно було отримано ще 48 ізотопів тулію з масовими числами від 144 до 178, 14 з яких — метастабільні.
З нестабільних ізотопів, найбільші періоди напіврозпаду мають Tm171 (1,9 років) і Tm170 (128,6 днів).

## Тулій як проста речовина
Проста речовина — тулій. М’який метал світло-сірого кольору, належить до лантаноїдів. Кристалічна ґратка гексагональна. Густина 9320 кг/м³, tплав 1545 °С, tкип 1947 °С. Стійкий на повітрі, за кімнатної температури взаємодіє зі соляною, азотною, сірчаною і ортофосфорною кислотами, при нагріванні — з воднем, азотом, сіркою, галогенами. На повітрі компактний тулій практично не окиснюється, при нагріванні у вологому повітрі слабко окиснюється. Взаємодіє з галогенами, халькогенами і N2 при нагріванні. У водному середовищі перебуває у вигляді похідних Tm(III).

## Хімічні властивості
Тулій повільно, а при високій температурі активно реагує з киснем повітря з утворенням оксиду тулію (ІІІ):
4Tm + 3O2 → 2Tm2O3
Повільно реагує з водою, однак реакція пришвидшується при нагріванні з утворенням гідроксиду:
2Tm + 6H2O → 2Tm(OH)3 + 3H2
Тулій реагує з галогенами:
2Tm + 3F2 → 2TmF3 [сіль білого кольору ]
2Tm + 3Cl2 → 2TmCl3 [сіль жовтого кольору]
2Tm + 3Br2 → 2TmBr3 [сіль білого кольору ]
2Tm + 3I2 → 2TmI3 [сіль жовтого кольору ]
Tm реагує з розбавленою сульфатною кислотою з утворенням Tm(III) іона який забарвлює розчин у зелений колір (існує як [Tm(OH2)9]3+ аквакомплекс)
2Tm + 3H2SO4 → 2Tm3+ + 3SO2−
4 + 3H2↑

## Одержання
При переробці концентратів РЗЕ тулій концентрується з найважчими елементами — Yb і Lu. Розділення і очищення здійснюють екстракцією або іонообмінною хроматографією з використанням комплексонів. Тулій випускають у невеликій кількості у вигляді Tm2O3. Металічний Т. шляхом лантанотермічного відновлення оксиду Tm2O3 або термічного відновлення TmF3 кальцієм.
Тулій в основному видобувають із монациту (~0,007 % тулію) — руди, що міститься в деяких пісках, за допомогою технологій іонного обміну. 
Нові іонно-обмінні технології та технології екстракції за допомогою органічних розчинників дозволили ефективно та більш легко виділяти тулій, скорочуючи витрати на його видобуток. Головним джерелом тулію на сьогодні є глинясті родовища південного Китаю. В таких мінералах, де ітрій становить 2/3 від всього рідкісноземельного компоненту руди, всього 0,5 % тулію.
Після виділення метал може бути виділеним шляхом відновлення його оксиду лантаном або кальцієм в закритому реакторі за високих температур. За іншим методом, тулій відновлюють із фториду металотермічно кальцієм:

2TmF3 + 3Ca = 3CaF2 + 2Tm

## Застосування
Рідкісний та дорогий тулій має декілька застосувань:

### Лазери
Гольмій-хром-тулієві потрійно-доповані YAG (Ho:Cr:Tm:YAG, або Ho,Cr,Tm:YAG) є активним середовищем для лазерів з високою ефективністю. Цей лазер випромінює при 2097 нм та має широке застосування у воєнній техніці, медицині, та метеорології. YAG, що доповано виключно самим тулієм (Tm:YAG) є активним середовищем для лазерів із довжиною хвиль 1930 та 2040 нм. Довжина хвилі лазерів на основі тулію є дуже ефективною для поверхневої абляції біологічних тканин, з мінімальною глибиною коагуляції як у повітрі так й у воді. Це робить тулієві лазери привабливими для лазерної хірургії.